# Pink (Musikerin)/Diskografie
Diese Diskografie ist eine Übersicht über die musikalischen Werke der US-amerikanischen Popsängerin Pink. Den Quellenangaben und Schallplattenauszeichnungen zufolge hat sie bisher mehr als 135,5 Millionen Tonträger verkauft, davon alleine in ihrer Heimat über 52,4 Millionen. Ihre erfolgreichste Veröffentlichung ist das Studioalbum M!ssundaztood mit über zwölf Millionen verkauften Einheiten. Alleine in Deutschland hat sie über 8,9 Millionen Tonträger verkauft und ist somit eine der Interpretinnen mit den meisten verkauften Tonträgern des Landes.

## Alben

### Studioalben
| Jahr | Titel Musiklabel                             | Höchstplatzierung, Gesamtwochen, AuszeichnungChartplatzierungen (Jahr, Titel, Musiklabel, Platzierungen, Wochen, Auszeichnungen, Anmerkungen) | Höchstplatzierung, Gesamtwochen, AuszeichnungChartplatzierungen (Jahr, Titel, Musiklabel, Platzierungen, Wochen, Auszeichnungen, Anmerkungen) | Höchstplatzierung, Gesamtwochen, AuszeichnungChartplatzierungen (Jahr, Titel, Musiklabel, Platzierungen, Wochen, Auszeichnungen, Anmerkungen) | Höchstplatzierung, Gesamtwochen, AuszeichnungChartplatzierungen (Jahr, Titel, Musiklabel, Platzierungen, Wochen, Auszeichnungen, Anmerkungen) | Höchstplatzierung, Gesamtwochen, AuszeichnungChartplatzierungen (Jahr, Titel, Musiklabel, Platzierungen, Wochen, Auszeichnungen, Anmerkungen) | Anmerkungen                                                    |
| Jahr | Titel Musiklabel                             | DE | AT | CH | UK | US | Anmerkungen                                                    |
| ---- | -------------------------------------------- | --- | --- | --- | --- | --- | -------------------------------------------------------------- |
| 2000 | Can’t Take Me Home Arista Records (Sony BMG) | DE85 (4 Wo.)DE | — | — | UK13 Platin · (54 Wo.)UK | US26 ×2Doppelplatin · (59 Wo.)US | Erstveröffentlichung: 4. April 2000 Verkäufe: + 2.828.000      |
| 2001 | Missundaztood Arista Records (Sony BMG)      | DE5 ×2Doppelplatin · (69 Wo.)DE | AT4 Platin · (74 Wo.)AT | CH7 ×2Doppelplatin · (86 Wo.)CH | UK2 ×6Sechsfachplatin · (81 Wo.)UK | US6 ×5Fünffachplatin · (180 Wo.)US | Erstveröffentlichung: 20. November 2001 Verkäufe: + 12.000.000 |
| 2003 | Try This Arista Records (Sony BMG)           | DE2 ×3Dreifachgold · (28 Wo.)DE | AT2 Platin · (29 Wo.)AT | CH1 Platin · (27 Wo.)CH | UK3 Platin · (32 Wo.)UK | US9 Platin · (15 Wo.)US | Erstveröffentlichung: 10. November 2003 Verkäufe: + 2.247.500  |
| 2006 | I’m Not Dead LaFace Records (Sony BMG)       | DE1 ×7Siebenfachgold · (82 Wo.)DE | AT1 ×2Doppelplatin · (81 Wo.)AT | CH1 ×2Doppelplatin · (83 Wo.)CH | UK3 ×4Vierfachplatin · (100 Wo.)UK | US6 ×2Doppelplatin · (88 Wo.)US | Erstveröffentlichung: 31. März 2006 Verkäufe: + 5.769.065      |
| 2008 | Funhouse LaFace Records (Sony BMG)           | DE2 ×4Vierfachplatin · (109 Wo.)DE | AT3 ×3Dreifachplatin · (89 Wo.)AT | CH1 ×3Dreifachplatin · (97 Wo.)CH | UK1 ×4Vierfachplatin · (99 Wo.)UK | US2 ×3Dreifachplatin · (115 Wo.)US | Erstveröffentlichung: 24. Oktober 2008 Verkäufe: + 6.954.895   |
| 2012 | The Truth About Love RCA Records (Sony)      | DE1 ×3Dreifachplatin · (72 Wo.)DE | AT1 Platin · (54 Wo.)AT | CH1 Platin · (78 Wo.)CH | UK2 ×3Dreifachplatin · (79 Wo.)UK | US1 ×3Dreifachplatin · (94 Wo.)US | Erstveröffentlichung: 14. September 2012 Verkäufe: + 6.330.084 |
| 2017 | Beautiful Trauma RCA Records (Sony)          | DE2 Platin · (49 Wo.)DE | AT1 Gold · (34 Wo.)AT | CH1 Platin · (46 Wo.)CH | UK1 ×2Doppelplatin · (47 Wo.)UK | US1 Platin · (56 Wo.)US | Erstveröffentlichung: 13. Oktober 2017 Verkäufe: + 2.677.500   |
| 2019 | Hurts 2B Human RCA Records (Sony)            | DE2 (21 Wo.)DE | AT2 (17 Wo.)AT | CH1 Gold · (21 Wo.)CH | UK1 Gold · (24 Wo.)UK | US1 (21 Wo.)US | Erstveröffentlichung: 26. April 2019 Verkäufe: + 335.000       |
| 2023 | Trustfall RCA Records (Sony)                 | DE1 Gold · (47 Wo.)DE | AT1 (27 Wo.)AT | CH1 Gold · (19 Wo.)CH | UK1 Gold · (34 Wo.)UK | US2 (9 Wo.)US | Erstveröffentlichung: 17. Februar 2023 Verkäufe: + 340.000     |

### Livealben
| Jahr | Titel Musiklabel                                       | Höchstplatzierung, Gesamtwochen, AuszeichnungChartplatzierungen (Jahr, Titel, Musiklabel, Platzierungen, Wochen, Auszeichnungen, Anmerkungen) | Höchstplatzierung, Gesamtwochen, AuszeichnungChartplatzierungen (Jahr, Titel, Musiklabel, Platzierungen, Wochen, Auszeichnungen, Anmerkungen) | Höchstplatzierung, Gesamtwochen, AuszeichnungChartplatzierungen (Jahr, Titel, Musiklabel, Platzierungen, Wochen, Auszeichnungen, Anmerkungen) | Höchstplatzierung, Gesamtwochen, AuszeichnungChartplatzierungen (Jahr, Titel, Musiklabel, Platzierungen, Wochen, Auszeichnungen, Anmerkungen) | Höchstplatzierung, Gesamtwochen, AuszeichnungChartplatzierungen (Jahr, Titel, Musiklabel, Platzierungen, Wochen, Auszeichnungen, Anmerkungen) | Anmerkungen                                                                      |
| Jahr | Titel Musiklabel                                       | DE | AT | CH | UK | US | Anmerkungen                                                                      |
| ---- | ------------------------------------------------------ | --- | --- | --- | --- | --- | -------------------------------------------------------------------------------- |
| 2009 | Funhouse Tour: Live in Australia LaFace Records (Sony) | DE*DE | AT32 (6 Wo.)AT | CH**CH | UK**UK | US**US | Erstveröffentlichung: 14. Oktober 2009 * siehe Studioalbum / ** siehe Videoalbum |
| 2021 | All I Know So Far: Setlist RCA Records (Sony)          | DE5 (14 Wo.)DE | AT6 (8 Wo.)AT | CH2 (14 Wo.)CH | UK4 (7 Wo.)UK | US13 (4 Wo.)US | Erstveröffentlichung: 21. Mai 2021 Verkäufe: + 57.500                            |

### Kompilationen
| Jahr | Titel Musiklabel                                | Höchstplatzierung, Gesamtwochen, AuszeichnungChartplatzierungen (Jahr, Titel, Musiklabel, Platzierungen, Wochen, Auszeichnungen, Anmerkungen) | Höchstplatzierung, Gesamtwochen, AuszeichnungChartplatzierungen (Jahr, Titel, Musiklabel, Platzierungen, Wochen, Auszeichnungen, Anmerkungen) | Höchstplatzierung, Gesamtwochen, AuszeichnungChartplatzierungen (Jahr, Titel, Musiklabel, Platzierungen, Wochen, Auszeichnungen, Anmerkungen) | Höchstplatzierung, Gesamtwochen, AuszeichnungChartplatzierungen (Jahr, Titel, Musiklabel, Platzierungen, Wochen, Auszeichnungen, Anmerkungen) | Höchstplatzierung, Gesamtwochen, AuszeichnungChartplatzierungen (Jahr, Titel, Musiklabel, Platzierungen, Wochen, Auszeichnungen, Anmerkungen) | Anmerkungen                                                   |
| Jahr | Titel Musiklabel                                | DE | AT | CH | UK | US | Anmerkungen                                                   |
| ---- | ----------------------------------------------- | --- | --- | --- | --- | --- | ------------------------------------------------------------- |
| 2010 | Greatest Hits … So Far!!! LaFace Records (Sony) | DE3 Platin · (37 Wo.)DE | AT4 Gold · (34 Wo.)AT | CH4 Gold · (57 Wo.)CH | UK5 ×5Fünffachplatin · (277 Wo.)UK | US5 Platin · (133 Wo.)US | Erstveröffentlichung: 12. November 2010 Verkäufe: + 3.918.000 |

## Singles

### Als Leadmusikerin
| Jahr | Titel Album                                                 | Höchstplatzierung, Gesamtwochen, AuszeichnungChartplatzierungen (Jahr, Titel, Album, Platzierungen, Wochen, Auszeichnungen, Anmerkungen) | Höchstplatzierung, Gesamtwochen, AuszeichnungChartplatzierungen (Jahr, Titel, Album, Platzierungen, Wochen, Auszeichnungen, Anmerkungen) | Höchstplatzierung, Gesamtwochen, AuszeichnungChartplatzierungen (Jahr, Titel, Album, Platzierungen, Wochen, Auszeichnungen, Anmerkungen) | Höchstplatzierung, Gesamtwochen, AuszeichnungChartplatzierungen (Jahr, Titel, Album, Platzierungen, Wochen, Auszeichnungen, Anmerkungen) | Höchstplatzierung, Gesamtwochen, AuszeichnungChartplatzierungen (Jahr, Titel, Album, Platzierungen, Wochen, Auszeichnungen, Anmerkungen) | Anmerkungen |
| Jahr | Titel Album                                                 | DE | AT | CH | UK | US | Anmerkungen |
| --- | ----------------------------------------------------------- | --- | --- | --- | --- | --- | --- |
| 2000 | There You Go Can’t Take Me Home                             | DE65 (9 Wo.)DE | — | CH37 (9 Wo.)CH | UK6 Silber · (10 Wo.)UK | US7 Gold · (32 Wo.)US | Erstveröffentlichung: 8. Februar 2000 Verkäufe: + 875.000                                                       |
| 2000 | Most Girls Can’t Take Me Home                               | — | — | — | UK5 (8 Wo.)UK | US4 (26 Wo.)US | Erstveröffentlichung: 29. August 2000 Verkäufe: + 240.000                                                       |
| 2000 | You Make Me Sick Can’t Take Me Home                         | DE88 (3 Wo.)DE | — | — | UK9 (6 Wo.)UK | US33 (19 Wo.)US | Erstveröffentlichung: 18. Dezember 2000 Verkäufe: + 128.000                                                     |
| 2001 | Lady Marmalade Moulin Rouge! Music from Baz Luhrmann’s Film | DE1 Platin · (19 Wo.)DE | AT3 Gold · (28 Wo.)AT | CH1 Gold · (30 Wo.)CH | UK1 ×2Doppelplatin · (19 Wo.)UK | US1 Platin · (20 Wo.)US | Erstveröffentlichung: 27. März 2001 Verkäufe: + 5.200.000 mit Christina Aguilera, Mýa, Lil’ Kim & Missy Elliott |
| 2001 | Get the Party Started M!ssundaztood                         | DE2 Gold · (17 Wo.)DE | AT2 Gold · (21 Wo.)AT | CH2 Gold · (28 Wo.)CH | UK2 Platin · (17 Wo.)UK | US4 Gold · (24 Wo.)US | Erstveröffentlichung: 9. Oktober 2001 Verkäufe: + 2.436.000                                                     |
| 2002 | Don’t Let Me Get Me M!ssundaztood                           | DE10 (15 Wo.)DE | AT10 (23 Wo.)AT | CH10 (29 Wo.)CH | UK6 Gold · (13 Wo.)UK | US8 (21 Wo.)US | Erstveröffentlichung: 1. April 2002 Verkäufe: + 898.000                                                         |
| 2002 | Just Like a Pill M!ssundaztood                              | DE2 (15 Wo.)DE | AT2 Gold · (20 Wo.)AT | CH6 (27 Wo.)CH | UK1 Platin · (11 Wo.)UK | US8 (20 Wo.)US | Erstveröffentlichung: 16. September 2002 Verkäufe: + 1.515.000                                                  |
| 2002 | Family Portrait M!ssundaztood                               | DE8 (13 Wo.)DE | AT11 (14 Wo.)AT | CH18 (16 Wo.)CH | UK11 Silber · (11 Wo.)UK | US20 Gold · (20 Wo.)US | Erstveröffentlichung: 18. November 2002 Verkäufe: + 575.000                                                     |
| 2003 | Feel Good Time Try This                                     | DE16 (9 Wo.)DE | AT9 (12 Wo.)AT | CH12 (15 Wo.)CH | UK3 (12 Wo.)UK | US60 (5 Wo.)US | Erstveröffentlichung: 7. Juli 2003 Verkäufe: + 36.000; feat. William Orbit                                      |
| 2003 | Trouble Try This                                            | DE7 (13 Wo.)DE | AT5 (23 Wo.)AT | CH5 (14 Wo.)CH | UK7 Silber · (13 Wo.)UK | US68 (1 Wo.)US | Erstveröffentlichung: 8. September 2003 Verkäufe: + 508.000                                                     |
| 2004 | God Is a DJ Try This                                        | DE44 (8 Wo.)DE | AT26 (10 Wo.)AT | CH32 (8 Wo.)CH | UK11 (6 Wo.)UK | — | Erstveröffentlichung: 26. Januar 2004 Verkäufe: + 35.000                                                        |
| 2004 | Last to Know Try This                                       | DE66 (8 Wo.)DE | AT48 (6 Wo.)AT | CH46 (6 Wo.)CH | UK21 (6 Wo.)UK | — | Erstveröffentlichung: 12. April 2004                                                                            |
| 2006 | Stupid Girls I’m Not Dead                                   | DE5 (15 Wo.)DE | AT3 (22 Wo.)AT | CH2 (39 Wo.)CH | UK4 Silber · (17 Wo.)UK | US13 Gold · (20 Wo.)US | Erstveröffentlichung: 7. Februar 2006 Verkäufe: + 1.355.000                                                     |
| 2006 | Who Knew I’m Not Dead                                       | DE12 Gold · (25 Wo.)DE | AT11 (31 Wo.)AT | CH14 (46 Wo.)CH | UK5 ×2Doppelplatin · (34 Wo.)UK | US9 Platin · (36 Wo.)US | Erstveröffentlichung: 18. Mai 2006 Verkäufe: + 3.552.000                                                        |
| 2006 | U + Ur Hand I’m Not Dead                                    | DE4 Gold · (21 Wo.)DE | AT3 Gold · (23 Wo.)AT | CH5 (44 Wo.)CH | UK10 Gold · (20 Wo.)UK | US9 Platin · (33 Wo.)US | Erstveröffentlichung: 28. August 2006 Verkäufe: + 2.590.000                                                     |
| 2006 | Nobody Knows I’m Not Dead                                   | DE17 (10 Wo.)DE | AT21 (19 Wo.)AT | CH17 (17 Wo.)CH | UK27 (6 Wo.)UK | — | Erstveröffentlichung: 20. November 2006 Verkäufe: + 35.000                                                      |
| 2006 | Dear Mr. President I’m Not Dead                             | DE3 Platin · (39 Wo.)DE | AT1 Platin · (31 Wo.)AT | CH3 (59 Wo.)CH | — | — | Erstveröffentlichung: 21. Dezember 2006 Verkäufe: + 580.000; feat. Indigo Girls                                 |
| 2007 | Leave Me Alone (I’m Lonely) I’m Not Dead                    | — | — | — | UK34 Silber · (20 Wo.)UK | — | Erstveröffentlichung: 12. März 2007 Verkäufe: + 347.500                                                         |
| 2008 | So What Funhouse                                            | DE1 Platin · (28 Wo.)DE | AT1 Gold · (32 Wo.)AT | CH1 Platin · (41 Wo.)CH | UK1 ×2Doppelplatin · (36 Wo.)UK | US1 (31 Wo.)US | Erstveröffentlichung: 11. August 2008 Verkäufe: + 7.651.407                                                     |
| 2008 | Sober Funhouse                                              | DE3 Gold · (23 Wo.)DE | AT4 Gold · (23 Wo.)AT | CH5 Gold · (30 Wo.)CH | UK9 Gold · (22 Wo.)UK | US15 (25 Wo.)US | Erstveröffentlichung: 3. November 2008 Verkäufe: + 3.061.500                                                    |
| 2009 | Please Don’t Leave Me Funhouse                              | DE8 Gold · (25 Wo.)DE | AT5 Gold · (26 Wo.)AT | CH9 Gold · (30 Wo.)CH | UK12 Platin · (24 Wo.)UK | US17 (25 Wo.)US | Erstveröffentlichung: 31. Januar 2009 Verkäufe: + 2.535.500                                                     |
| 2009 | Bad Influence Funhouse                                      | DE26 (16 Wo.)DE | AT20 (12 Wo.)AT | CH44 (6 Wo.)CH | — | — | Erstveröffentlichung: 8. Mai 2009 Verkäufe: + 140.000                                                           |
| 2009 | Funhouse                                                    | DE16 (17 Wo.)DE | AT7 (21 Wo.)AT | CH8 (17 Wo.)CH | UK29 Silber · (9 Wo.)UK | US44 (6 Wo.)US | Erstveröffentlichung: 14. August 2009 Verkäufe: + 1.178.000                                                     |
| 2009 | I Don’t Believe You Funhouse                                | DE17 (15 Wo.)DE | AT15 (15 Wo.)AT | CH33 (9 Wo.)CH | UK62 (1 Wo.)UK | — | Erstveröffentlichung: 19. Oktober 2009 Verkäufe: + 110.000                                                      |
| 2010 | Glitter in the Air Funhouse                                 | — | — | — | — | US18 (18 Wo.)US | Erstveröffentlichung: 31. Januar 2010 Verkäufe: + 814.000                                                       |
| 2010 | Raise Your Glass Greatest Hits… So Far!!!                   | DE5 Gold · (24 Wo.)DE | AT9 (15 Wo.)AT | CH9 Gold · (17 Wo.)CH | UK13 ×2Doppelplatin · (30 Wo.)UK | US1 ×5Fünffachplatin · (30 Wo.)US | Erstveröffentlichung: 6. Oktober 2010 Verkäufe: + 7.780.000                                                     |
| 2010 | F**kin’ Perfect Greatest Hits… So Far!!!                    | DE7 Gold · (15 Wo.)DE | AT9 (12 Wo.)AT | CH15 (21 Wo.)CH | UK10 Platin · (20 Wo.)UK | US2 (30 Wo.)US | Erstveröffentlichung: 15. Dezember 2010 Verkäufe: + 1.724.300                                                   |
| 2011 | Bridge of Light Happy Feet 2 (O.S.T.)                       | DE8 Gold · (17 Wo.)DE | AT7 (12 Wo.)AT | CH8 (15 Wo.)CH | — | — | Erstveröffentlichung: 2. Dezember 2011 Verkäufe: + 220.000                                                      |
| 2012 | Blow Me (One Last Kiss) The Truth About Love                | DE10 Gold · (20 Wo.)DE | AT14 (17 Wo.)AT | CH15 Gold · (17 Wo.)CH | UK3 Platin · (19 Wo.)UK | US5 (27 Wo.)US | Erstveröffentlichung: 3. Juli 2012 Verkäufe: + 1.570.000                                                        |
| 2012 | Try The Truth About Love                                    | DE2 Platin · (34 Wo.)DE | AT3 Gold · (29 Wo.)AT | CH2 ×2Doppelplatin · (41 Wo.)CH | UK8 Platin · (32 Wo.)UK | US9 (24 Wo.)US | Erstveröffentlichung: 19. Oktober 2012 Verkäufe: + 2.758.333                                                    |
| 2013 | Just Give Me a Reason The Truth About Love                  | DE1 ×3Dreifachgold · (38 Wo.)DE | AT1 Platin · (41 Wo.)AT | CH2 ×2Doppelplatin · (48 Wo.)CH | UK2 ×4Vierfachplatin · (40 Wo.)UK | US1 ×2Doppelplatin · (36 Wo.)US | Erstveröffentlichung: 26. Februar 2013 Verkäufe: + 9.900.000; feat. Nate Ruess                                  |
| 2013 | True Love The Truth About Love                              | DE43 (12 Wo.)DE | AT30 (11 Wo.)AT | CH50 (11 Wo.)CH | UK16 Gold · (14 Wo.)UK | US53 (13 Wo.)US | Erstveröffentlichung: 28. Juni 2013 Verkäufe: + 820.000; feat. Lily Allen                                       |
| 2015 | Today’s the Day –                                           | DE76 (4 Wo.)DE | AT53 (3 Wo.)AT | CH48 (1 Wo.)CH | — | — | Erstveröffentlichung: 10. September 2015 Verkäufe: + 70.000                                                     |
| 2016 | Just Like Fire Alice Through the Looking Glass (O.S.T.)     | DE21 Gold · (18 Wo.)DE | AT16 (17 Wo.)AT | CH33 (15 Wo.)CH | UK19 Platin · (21 Wo.)UK | US10 Platin · (26 Wo.)US | Erstveröffentlichung: 15. April 2016 Verkäufe: + 2.570.000                                                      |
| 2017 | What About Us? Beautiful Trauma                             | DE3 ×3Dreifachgold · (28 Wo.)DE | AT3 Gold · (21 Wo.)AT | CH1 ×3Dreifachplatin · (35 Wo.)CH | UK3 ×3Dreifachplatin · (33 Wo.)UK | US13 Platin · (22 Wo.)US | Erstveröffentlichung: 10. August 2017 Verkäufe: + 5.633.333                                                     |
| 2017 | Beautiful Trauma                                            | DE80 (6 Wo.)DE | AT45 (9 Wo.)AT | CH46 Gold · (13 Wo.)CH | UK25 Platin · (17 Wo.)UK | US78 (15 Wo.)US | Erstveröffentlichung: 28. September 2017 Verkäufe: + 1.140.000                                                  |
| 2018 | Whatever You Want Beautiful Trauma                          | — | — | CH79 (1 Wo.)CH | — | — | Erstveröffentlichung: 2. März 2018 Verkäufe: + 50.000                                                           |
| 2018 | Secrets Beautiful Trauma                                    | — | — | — | — | — | Erstveröffentlichung: 24. Juli 2018 Verkäufe: + 50.000                                                          |
| 2018 | A Million Dreams The Greatest Showman: Reimagined           | DE70 (1 Wo.)DE | — | CH16 (6 Wo.)CH | UK11 Platin · (13 Wo.)UK | US90 Platin · (1 Wo.)US | Erstveröffentlichung: 24. Oktober 2018 Verkäufe: + 1.650.000                                                    |
| 2019 | Walk Me Home Hurts 2B Human                                 | DE33 Gold · (12 Wo.)DE | AT36 (12 Wo.)AT | CH8 Gold · (21 Wo.)CH | UK8 Platin · (19 Wo.)UK | US49 Platin · (20 Wo.)US | Erstveröffentlichung: 20. Februar 2019 Verkäufe: + 2.903.000                                                    |
| 2019 | Can We Pretend Hurts 2B Human                               | — | — | CH76 (4 Wo.)CH | UK88 Silber · (1 Wo.)UK | — | Erstveröffentlichung: 17. Mai 2019 Verkäufe: + 345.000; feat. Cash Cash                                         |
| 2019 | Hurts 2B Human                                              | — | — | CH59 (1 Wo.)CH | UK61 Silber · (3 Wo.)UK | — | Erstveröffentlichung: 30. August 2019 Verkäufe: + 305.000; feat. Khalid                                         |
| 2019 | Love Me Anyway Hurts 2B Human                               | — | — | — | — | US96 (1 Wo.)US | Erstveröffentlichung: 17. September 2019 Verkäufe: + 75.000; feat. Chris Stapleton                              |
| 2021 | Cover Me in Sunshine All I Know So Far: Setlist             | DE7 Platin · (38 Wo.)DE | AT3 Platin · (38 Wo.)AT | CH4 Platin · (46 Wo.)CH | UK52 Gold · (14 Wo.)UK | — | Erstveröffentlichung: 12. Februar 2021 Verkäufe: + 1.973.333; mit Willow Sage Hart                              |
| 2021 | All I Know So Far All I Know So Far: Setlist                | DE75 (1 Wo.)DE | AT68 (1 Wo.)AT | CH48 (1 Wo.)CH | UK39 Gold · (18 Wo.)UK | US74 (5 Wo.)US | Erstveröffentlichung: 7. Mai 2021 Verkäufe: + 565.000                                                           |
| 2022 | Irrelevant Trustfall (Tour Deluxe Edition)                  | DE— aDE | — | — | — | — | Erstveröffentlichung: 14. Juli 2022                                                                             |
| 2022 | Never Gonna Not Dance Again Trustfall                       | DE86 (2 Wo.)DE | AT53 (6 Wo.)AT | CH58 Gold · (4 Wo.)CH | UK19 Gold · (15 Wo.)UK | US99 (2 Wo.)US | Erstveröffentlichung: 4. November 2022 Verkäufe: + 605.000                                                      |
| 2023 | Trustfall                                                   | DE17 Gold · (38 Wo.)DE | AT12 (33 Wo.)AT | CH8 Platin · (30 Wo.)CH | UK14 Platin · (14 Wo.)UK | US82 (4 Wo.)US | Erstveröffentlichung: 27. Januar 2023 Verkäufe: + 1.387.000                                                     |
| 2023 | When I Get There Trustfall                                  | DE— bDE | — | CH84 (1 Wo.)CH | UK44 Silber · (5 Wo.)UK | — | Erstveröffentlichung: 14. Februar 2023 Verkäufe: + 200.000                                                      |
| 2023 | Dreaming Trustfall (Tour Deluxe Edition)                    | DE93 (1 Wo.)DE | — | — | UK99 (1 Wo.)UK | — | Erstveröffentlichung: 20. Oktober 2023 feat. Marshmello & Sting                                                 |
| Folgende Lieder erschienen nicht als Single, wurden aber durch das Album zum Download und Streaming bereitgestellt und konnten somit eine Platzierung erlangen: |                                                             | | | | | | |
| |                                                             | | | | | | |
| 2017 | Revenge Beautiful Trauma                                    | DE84 (1 Wo.)DE | AT52 (1 Wo.)AT | CH40 (1 Wo.)CH | UK33 Silber · (6 Wo.)UK | — | Charteinstieg: 20. Oktober 2017 Verkäufe: + 340.000; feat. Eminem                                               |

### Als Gastmusikerin
| Jahr | Titel Album                                                     | Höchstplatzierung, Gesamtwochen, AuszeichnungChartplatzierungen (Jahr, Titel, Album, Platzierungen, Wochen, Auszeichnungen, Anmerkungen) | Höchstplatzierung, Gesamtwochen, AuszeichnungChartplatzierungen (Jahr, Titel, Album, Platzierungen, Wochen, Auszeichnungen, Anmerkungen) | Höchstplatzierung, Gesamtwochen, AuszeichnungChartplatzierungen (Jahr, Titel, Album, Platzierungen, Wochen, Auszeichnungen, Anmerkungen) | Höchstplatzierung, Gesamtwochen, AuszeichnungChartplatzierungen (Jahr, Titel, Album, Platzierungen, Wochen, Auszeichnungen, Anmerkungen) | Höchstplatzierung, Gesamtwochen, AuszeichnungChartplatzierungen (Jahr, Titel, Album, Platzierungen, Wochen, Auszeichnungen, Anmerkungen) | Anmerkungen                                                                            |
| Jahr | Titel Album                                                     | DE | AT | CH | UK | US | Anmerkungen                                                                            |
| --- | --------------------------------------------------------------- | --- | --- | --- | --- | --- | -------------------------------------------------------------------------------------- |
| 2006 | I Am Not My Hair (Remix) Testimony: Vol. 1, Life & Relationship | — | — | — | — | — | Erstveröffentlichung: 17. Oktober 2006 India.Arie feat. Pink                           |
| 2006 | Rock and Roll Heaven’s Gate Despite Our Differences             | — | — | — | — | — | Erstveröffentlichung: 2006 Indigo Girls feat. Pink                                     |
| 2007 | Sing Songs of Mass Destruction                                  | — | — | — | — | — | Erstveröffentlichung: 1. Dezember 2007 Annie Lennox & Various Artists                  |
| 2010 | We Are the World: 25 for Haiti –                                | — | — | — | UK50 (1 Wo.)UK | US2 (5 Wo.)US | Erstveröffentlichung: 12. Februar 2010 mit Artists for Haiti; Original: USA for Africa |
| 2016 | Hands –                                                         | — | — | — | — | — | Erstveröffentlichung: 6. Juli 2016 mit Various Artists                                 |
| 2016 | Setting the World on Fire Cosmic Hallelujah                     | — | — | — | — | US29 ×2Doppelplatin · (20 Wo.)US | Erstveröffentlichung: 28. Juli 2016 Verkäufe: + 2.130.000; Kenny Chesney feat. Pink    |
| 2017 | Waterfall –                                                     | DE47 (10 Wo.)DE | AT70 (6 Wo.)AT | CH38 (8 Wo.)CH | UK47 (5 Wo.)UK | — | Erstveröffentlichung: 10. März 2017 Verkäufe: + 35.000; Stargate feat. Pink & Sia      |
| 2020 | One Too Many The Speed of Now Part 1                            | — | — | — | UK40 Gold · (10 Wo.)UK | US52 Platin · (34 Wo.)US | Erstveröffentlichung: 18. September 2020 Verkäufe: + 1.905.000; Keith Urban feat. Pink |
| 2021 | Anywhere Away from Here Life by Misadventure                    | DE— cDE | — | CH56 (1 Wo.)CH | UK9 Platin · (13 Wo.)UK | — | Erstveröffentlichung: 9. April 2021 Verkäufe: + 600.000; Rag’n’Bone Man feat. Pink     |
| Folgende Lieder erschienen nicht als Single, wurden aber durch das Album zum Download und Streaming bereitgestellt und konnten somit eine Platzierung erlangen: |                                                                 | | | | | |                                                                                        |
| |                                                                 | | | | | |                                                                                        |
| 2010 | Won’t Back Down Recovery                                        | — | — | — | UK82 Silber · (2 Wo.)UK | US62 Platin · (1 Wo.)US | Charteinstieg: 3. Juli 2010 Verkäufe: + 1.235.000; Eminem feat. P!nk                   |

## Videoalben und Musikvideos

### Videoalben
| Jahr | Titel Musiklabel                                                        | Höchstplatzierung, Gesamtwochen, AuszeichnungChartplatzierungen (Jahr, Titel, Musiklabel, Platzierungen, Wochen, Auszeichnungen, Anmerkungen) | Höchstplatzierung, Gesamtwochen, AuszeichnungChartplatzierungen (Jahr, Titel, Musiklabel, Platzierungen, Wochen, Auszeichnungen, Anmerkungen) | Höchstplatzierung, Gesamtwochen, AuszeichnungChartplatzierungen (Jahr, Titel, Musiklabel, Platzierungen, Wochen, Auszeichnungen, Anmerkungen) | Höchstplatzierung, Gesamtwochen, AuszeichnungChartplatzierungen (Jahr, Titel, Musiklabel, Platzierungen, Wochen, Auszeichnungen, Anmerkungen) | Höchstplatzierung, Gesamtwochen, AuszeichnungChartplatzierungen (Jahr, Titel, Musiklabel, Platzierungen, Wochen, Auszeichnungen, Anmerkungen) | Anmerkungen                                                                     |
| Jahr | Titel Musiklabel                                                        | DE | AT | CH | UK | US | Anmerkungen                                                                     |
| ---- | ----------------------------------------------------------------------- | --- | --- | --- | --- | --- | ------------------------------------------------------------------------------- |
| 2002 | Don’t Let Me Get Me • Get the Party Started Arista Records (Sony BMG)   | — | — | — | — | US30 (4 Wo.)US | Erstveröffentlichung: 2002 nur in den Vereinigten Staaten veröffentlicht        |
| 2003 | Family Portrait/Don’t Let Me Get Me Arista Records (Sony BMG)           | DE*DE | AT*AT | CH*CH | UK*UK | US38 (1 Wo.)US | Erstveröffentlichung: 2003 Verkäufe: + 25.000; * siehe Single                   |
| 2006 | Pink: Live in Europe LaFace Records (Sony BMG)                          | DE32 ×3Dreifachgold · (4 Wo.)DE | AT2 Gold · (15 Wo.)AT | — | UK7 Platin · (38 Wo.)UK | US9 Gold · (3 Wo.)US | Erstveröffentlichung: 22. Mai 2006 Verkäufe: + 345.000                          |
| 2007 | Pink: Live from Wembley Arena LaFace Records (Sony BMG)                 | DE19 (17 Wo.)DE | AT1 (21 Wo.)AT | CH84 (2 Wo.)CH | UK1 Platin · (88 Wo.)UK | US14 (12 Wo.)US | Erstveröffentlichung: 22. März 2007 Verkäufe: + 402.500                         |
| 2009 | Pink: Funhouse Live in Australia LaFace Records (Sony)                  | DE*DE | AT2 (32 Wo.)AT | CH1 (32 Wo.)CH | UK2 Platin · (67 Wo.)UK | US2 Gold · (78 Wo.)US | Erstveröffentlichung: 14. Oktober 2009 Verkäufe: + 730.000; * siehe Studioalbum |
| 2011 | Greatest Hits … So Far!!! LaFace Records (Sony)                         | DE*DE | AT*AT | CH*CH | UK5 (23 Wo.)UK | US*US | Erstveröffentlichung: 11. November 2011 Verkäufe: + 30.000; * siehe Kompilation |
| 2013 | Pink: The Truth About Love Tour: Live from Melbourne RCA Records (Sony) | DE9 (9 Wo.)DE | AT2 (10 Wo.)AT | CH2 (17 Wo.)CH | UK3 Gold · (41 Wo.)UK | US1 (56 Wo.)US | Erstveröffentlichung: 15. November 2013 Verkäufe: + 310.000                     |

### Musikvideos
| Jahr | Titel                       | Regie                                     |
| ---- | --------------------------- | ----------------------------------------- |
| 2000 | There You Go                | Dave Meyers                               |
| 2000 | Most Girls                  | Dave Meyers                               |
| 2000 | You Make Me Sick            | Dave Meyers                               |
| 2001 | Lady Marmalade              | Paul Hunter                               |
| 2001 | Get the Party Started       | Dave Meyers                               |
| 2002 | Don’t Let Me Get Me         | Dave Meyers                               |
| 2002 | Just Like a Pill            | Francis Lawrence                          |
| 2002 | Family Portrait             | Sophie Muller                             |
| 2003 | Feel Good Time              | Dave Meyers                               |
| 2003 | Trouble                     | Sophie Muller                             |
| 2004 | God Is a DJ                 | Jake Scott                                |
| 2004 | Last to Know                | Russell Thomas                            |
| 2005 | U + Ur Hand                 | Dave Meyers                               |
| 2006 | Stupid Girls                | Dave Meyers                               |
| 2006 | Nobody Knows                | Jake Nava                                 |
| 2006 | Who Knew                    | Samuel Bayer, Robert Hales, Brian Lazzaro |
| 2007 | Leave Me Alone – I'm Lonely | David Mallet                              |
| 2007 | Dear Mr. President          | Dave Diomedi                              |
| 2008 | So What                     | Dave Meyers                               |
| 2008 | Sober                       | Jonas Åkerlund                            |
| 2009 | Funhouse                    | Dave Meyers                               |
| 2009 | I Don’t Believe You         | Sophie Muller                             |
| 2009 | Please Don’t Leave Me       | Dave Meyers                               |
| 2010 | Raise Your Glass            | Dave Meyers                               |
| 2011 | F**kin’ Perfect             | Dave Meyers                               |
| 2012 | Blow Me (One Last Kiss)     | Dave Meyers                               |
| 2012 | Try                         | Floria Sigismondi                         |
| 2013 | Just Give Me a Reason       | Diane Martel                              |
| 2013 | True Love                   | Sophie Muller                             |
| 2013 | Are We All We Are           |                                           |
| 2016 | Just Like Fire              | Dave Meyers                               |
| 2017 | Waterfall                   | Malia James                               |
| 2017 | What About Us?              | Georgia Hudson                            |
| 2017 | Beautiful Trauma            | R.J. Durell, Nick Florez                  |
| 2018 | Wild Hearts Can’t Be Broken | Sasha Samsonova                           |
| 2018 | Whatever You Want           | Brad Comfort                              |
| 2018 | Secrets                     | Pink, Larn Poland                         |
| 2018 | A Million Dreams            | Michael Gracey                            |
| 2019 | Walk Me Home                | Michael Gracey, Stuart Bowen              |
| 2019 | 90 Days                     | Remi Bakkar                               |
| 2019 | Hurts 2B Human              | Alissa Torvinen                           |
| 2020 | One Too Many                | Dano Cerny                                |
| 2021 | Cover Me in Sunshine        | Pink                                      |
| 2021 | Anywhere Away from Here     | Joe Connor                                |
| 2021 | All I Know So Far           | Dave Meyers                               |
| 2022 | Irrelevant                  | Brad Comfort, Pink                        |
| 2022 | Never Gonna Not Dance Again | Pink, R.J. Durell, Nick Florez            |
| 2022 | Won’t Back Down             |                                           |
| 2023 | Trustfall                   | Georgia Hudson                            |
| 2023 | When I Get There            | Brad Comfort, Pink                        |
| 2023 | Runaway                     | Brad Comfort                              |
| 2023 | All Out of Fight            | David Spearing                            |

## Autorenbeteiligungen
Pink schreibt die meisten ihrer Lieder selbst. Die folgende Tabelle beinhaltet Charttitel, die von Pink geschrieben, aber nicht interpretiert wurden.

| Jahr | Titel Interpretation                            | Höchstplatzierung, Gesamtwochen, AuszeichnungChartplatzierungen (Jahr, Titel, Interpretation, Platzierungen, Wochen, Auszeichnungen, Anmerkungen) | Höchstplatzierung, Gesamtwochen, AuszeichnungChartplatzierungen (Jahr, Titel, Interpretation, Platzierungen, Wochen, Auszeichnungen, Anmerkungen) | Höchstplatzierung, Gesamtwochen, AuszeichnungChartplatzierungen (Jahr, Titel, Interpretation, Platzierungen, Wochen, Auszeichnungen, Anmerkungen) | Höchstplatzierung, Gesamtwochen, AuszeichnungChartplatzierungen (Jahr, Titel, Interpretation, Platzierungen, Wochen, Auszeichnungen, Anmerkungen) | Höchstplatzierung, Gesamtwochen, AuszeichnungChartplatzierungen (Jahr, Titel, Interpretation, Platzierungen, Wochen, Auszeichnungen, Anmerkungen) | Anmerkungen                                                   |
| Jahr | Titel Interpretation                            | DE | AT | CH | UK | US | Anmerkungen                                                   |
| --- | ----------------------------------------------- | --- | --- | --- | --- | --- | ------------------------------------------------------------- |
| 2009 | Whataya Want from Me Adam Lambert               | DE5 Gold · (29 Wo.)DE | AT4 (21 Wo.)AT | CH6 Gold · (36 Wo.)CH | UK53 (5 Wo.)UK | US10 (30 Wo.)US | Erstveröffentlichung: 24. November 2009 Verkäufe: + 2.428.104 |
| 2014 | You and Me You+Me                               | DE91 (1 Wo.)DE | AT68 (1 Wo.)AT | CH64 (1 Wo.)CH | — | — | Erstveröffentlichung: 8. September 2014                       |
| Folgende Lieder erschienen nicht als Single, wurden aber durch das Album zum Download und Streaming bereitgestellt und konnten somit eine Platzierung erlangen: |                                                 | | | | | |                                                               |
| |                                                 | | | | | |                                                               |
| 2011 | Raise Your Glass Darren Criss (Glee Cast)       | — | — | — | UK61 (3 Wo.)UK | US36 (1 Wo.)US | Charteinstieg: 2. April 2011                                  |
| 2011 | Perfect Chris Colfer & Darren Criss (Glee Cast) | — | — | — | — | US57 (1 Wo.)US | Charteinstieg: 17. Dezember 2011                              |

## Boxsets
| Jahr | Titel Musiklabel                  | Höchstplatzierung, Gesamtwochen, AuszeichnungChartplatzierungen (Jahr, Titel, Musiklabel, Platzierungen, Wochen, Auszeichnungen, Anmerkungen) | Höchstplatzierung, Gesamtwochen, AuszeichnungChartplatzierungen (Jahr, Titel, Musiklabel, Platzierungen, Wochen, Auszeichnungen, Anmerkungen) | Höchstplatzierung, Gesamtwochen, AuszeichnungChartplatzierungen (Jahr, Titel, Musiklabel, Platzierungen, Wochen, Auszeichnungen, Anmerkungen) | Höchstplatzierung, Gesamtwochen, AuszeichnungChartplatzierungen (Jahr, Titel, Musiklabel, Platzierungen, Wochen, Auszeichnungen, Anmerkungen) | Höchstplatzierung, Gesamtwochen, AuszeichnungChartplatzierungen (Jahr, Titel, Musiklabel, Platzierungen, Wochen, Auszeichnungen, Anmerkungen) | Anmerkungen                                                                                    |
| Jahr | Titel Musiklabel                  | DE | AT | CH | UK | US | Anmerkungen                                                                                    |
| ---- | --------------------------------- | --- | --- | --- | --- | --- | ---------------------------------------------------------------------------------------------- |
| 2009 | 4 CD Boxset Sony UK               | — | — | CH38 (7 Wo.)CH | UK7 Gold · (12 Wo.)UK | — | Erstveröffentlichung: 25. Mai 2009 Verkäufe: + 170.000; Inhalt: alle vier Studioalben bis 2006 |
| 2015 | The Albums… So Far!!! RCA Records | — | — | — | — | — | Erstveröffentlichung: 18. September 2015 Inhalt: alle sechs Studioalben bis 2012               |

## Promoveröffentlichungen
Promo-Singles

| Jahr | Titel Album                                      | Höchstplatzierung, Gesamtwochen, AuszeichnungChartplatzierungen (Jahr, Titel, Album, Platzierungen, Wochen, Auszeichnungen, Anmerkungen) | Höchstplatzierung, Gesamtwochen, AuszeichnungChartplatzierungen (Jahr, Titel, Album, Platzierungen, Wochen, Auszeichnungen, Anmerkungen) | Höchstplatzierung, Gesamtwochen, AuszeichnungChartplatzierungen (Jahr, Titel, Album, Platzierungen, Wochen, Auszeichnungen, Anmerkungen) | Höchstplatzierung, Gesamtwochen, AuszeichnungChartplatzierungen (Jahr, Titel, Album, Platzierungen, Wochen, Auszeichnungen, Anmerkungen) | Höchstplatzierung, Gesamtwochen, AuszeichnungChartplatzierungen (Jahr, Titel, Album, Platzierungen, Wochen, Auszeichnungen, Anmerkungen) | Anmerkungen                                                                    |
| Jahr | Titel Album                                      | DE | AT | CH | UK | US | Anmerkungen                                                                    |
| ---- | ------------------------------------------------ | --- | --- | --- | --- | --- | ------------------------------------------------------------------------------ |
| 2003 | Humble Neighborhoods Try This                    | — | — | — | — | — | Erstveröffentlichung: 28. November 2003                                        |
| 2003 | Catch Me While I’m Sleeping Try This             | — | — | — | — | — | Erstveröffentlichung: 1. Dezember 2003                                         |
| 2007 | ’Cuz I Can I’m Not Dead                          | — | — | — | — | — | Erstveröffentlichung: 4. Oktober 2007 Verkäufe: + 70.000                       |
| 2010 | Ave Mary A Funhouse                              | — | — | — | — | — | Erstveröffentlichung: Mai 2010                                                 |
| 2011 | Heartbreak Down Greatest Hits … So Far!!!        | — | — | — | — | — | Erstveröffentlichung: Juni 2011                                                |
| 2013 | Walk of Shame The Truth About Love               | — | — | — | — | — | Erstveröffentlichung: 25. September 2013; nur in Australien Verkäufe: + 70.000 |
| 2013 | Are We All We Are The Truth About Love           | DE82 (1 Wo.)DE | — | — | — | — | Erstveröffentlichung: 11. November 2013 Verkäufe: + 35.000                     |
| 2019 | Hustle Hurts 2B Human                            | — | — | CH75 (1 Wo.)CH | — | — | Erstveröffentlichung: 28. März 2019 Verkäufe: + 35.000                         |
| 2019 | 90 Days Hurts 2B Human                           | — | — | — | — | — | Erstveröffentlichung: 18. Juni 2019 feat. Wrabel                               |
| 2023 | All Out of Fight Trustfall (Tour Deluxe Edition) | — | — | — | — | — | Erstveröffentlichung: 1. Dezember 2023 Verkäufe: + 100.000                     |

## Sonderveröffentlichungen

### Alben
| Jahr | Titel Musiklabel                                             | Anmerkungen |
| ---- | ------------------------------------------------------------ | --- |
| 2005 | Missundaztood / Can’t Take Me Home Arista Records (Sony BMG) | Erstveröffentlichung: 5. September 2005 · Verkäufe: + 135.000; UK: Gold; Teil der Kompilationsreihe x2            |
| 2007 | P!nk Box Arista Records (Sony BMG)                           | Erstveröffentlichung: 2007 Inhalt: Missundaztood (CD), Try This (CD), I’m Not Dead (CD) + Live in Europe (DVD)    |
| 2011 | The Album Collection Arista Records (Sony)                   | Erstveröffentlichung: 7. Januar 2011 Inhalt: Can’t Take Me Home, Missundaztood, Try This, I’m Not Dead + Funhouse |

| Jahr | Titel Musiklabel                                                    | Anmerkungen                             |
| ---- | ------------------------------------------------------------------- | --------------------------------------- |
| 2000 | Taken from the Album “Can’t Take Me Home” Arista Records (Sony BMG) | Erstveröffentlichung: 2000              |
| 2007 | The Remixes LaFace Records (Sony BMG)                               | Erstveröffentlichung: 20. Februar 2007  |
| 2012 | iTunes Festival: London 2012 RCA Records (Sony)                     | Erstveröffentlichung: 10. November 2012 |

### Lieder
| Jahr | Titel Album                                                                          | Anmerkungen |
| ---- | ------------------------------------------------------------------------------------ | --- |
| 2001 | Nobody Liver The Benzino Project                                                     | Erstveröffentlichung: 30. Oktober 2001 Benzino feat. Pink                                                                                     |
| 2002 | What You Wanna Do IIcons                                                             | Erstveröffentlichung: 7. Mai 2002 Naughty by Nature feat. Pink                                                                                |
| 2005 | Shine Now What                                                                       | Erstveröffentlichung: 5. April 2005 Lisa Marie Presley feat. Pink                                                                             |
| 2006 | I Am Not My Hair (Remix) Testimony: Vol. 1, Life & Relationship                      | Erstveröffentlichung: 26. Juni 2006 India.Arie feat. Pink                                                                                     |
| 2006 | Song Without a Chorus The Rise and Fall of Butch Walker and the Let’s-Go-Out-Tonites | Erstveröffentlichung: 11. Juli 2006 Butch Walker feat. Pink                                                                                   |
| 2006 | One Step Closer to You Yell Fire!                                                    | Erstveröffentlichung: 25. Juli 2006 Michael Franti and Spearhead feat. Pink                                                                   |
| 2006 | Rock and Roll Heaven’s Gate Despite Our Differences                                  | Erstveröffentlichung: 19. September 2006 Indigo Girls feat. Pink                                                                              |
| 2007 | Sing Songs of Mass Destruction                                                       | Erstveröffentlichung: 1. Oktober 2007 Annie Lennox & Various Artists                                                                          |
| 2008 | Here Comes the … Sycamore Meadows                                                    | Erstveröffentlichung: 11. November 2008 Butch Walker feat. Pink                                                                               |
| 2009 | Tell Me Why Everything Is a Story                                                    | Erstveröffentlichung: 2009 Rah Digga feat. Pink                                                                                               |
| 2010 | Won’t Back Down Recovery                                                             | Erstveröffentlichung: 18. Juni 2010 Eminem feat. P!nk                                                                                         |
| 2010 | Don’t Give Up The Imagine Project                                                    | Erstveröffentlichung: 22. Juni 2010 Herbie Hancock feat. Pink & John Legend; Original: Peter Gabriel & Kate Bush                              |
| 2010 | Imagine The Imagine Project                                                          | Erstveröffentlichung: 22. Juni 2010 Herbie Hancock feat. Pink, Seal, India.Arie, Jeff Beck, Konono Nº1 & Oumou Sangaré; Original: John Lennon |
| 2012 | Guns and Roses Trouble Man: Heavy Is the Head                                        | Erstveröffentlichung: 18. Dezember 2012 T.I. feat. Pink                                                                                       |
| 2016 | Equal Rights Popstar: Never Stop Never Stopping                                      | Erstveröffentlichung: 3. Juni 2016 The Lonely Island feat. Pink                                                                               |
| 2016 | Setting the World on Fire Cosmic Hallelujah                                          | Erstveröffentlichung: 28. Oktober 2016 Kenny Chesney feat. P!nk                                                                               |
| 2016 | Lucy in the Sky with Diamonds Beat Bugs – Best of Seasons 1 + 2                      | Erstveröffentlichung: 4. November 2016 The Beat Bugs feat. Pink; Original: The Beatles                                                        |
| 2017 | Need Me Revival                                                                      | Erstveröffentlichung: 15. Dezember 2017 Eminem feat. Pink                                                                                     |
| 2020 | One Too Many The Speed of Now Part 1                                                 | Erstveröffentlichung: 18. September 2020 Keith Urban feat. Pink                                                                               |
| 2021 | Anywhere Away from Here Life by Misadventure                                         | Erstveröffentlichung: 7. Mai 2021 Rag’n’Bone Man feat. Pink                                                                                   |

| Jahr | Titel Album                                                                     | Anmerkungen                                                                      |
| ---- | ------------------------------------------------------------------------------- | -------------------------------------------------------------------------------- |
| 2004 | We Will Rock You Pepsi Music 2004                                               | Erstveröffentlichung: 2004 mit Beyoncé & Britney Spears; Original: Queen         |
| 2009 | We’ve Got Scurvy SpongeBob’s Greatest Hits                                      | Erstveröffentlichung: 14. Juli 2009                                              |
| 2018 | Bennie and the Jets Revamp: Reimagining the Songs of Elton John & Bernie Taupin | Erstveröffentlichung: 6. April 2018 mit Elton John & Logic; Original: Elton John |
| 2018 | A Million Dreams The Greatest Showman: Reimagined                               | Erstveröffentlichung: 16. November 2018                                          |

| Jahr | Titel Soundtrack                                        | Anmerkungen                                                                                              |
| ---- | ------------------------------------------------------- | --- |
| 2001 | Lady Marmalade Moulin Rouge                             | Erstveröffentlichung: 8. Mai 2001 mit Christina Aguilera, Mýa, Lil’ Kim & Missy Elliott                  |
| 2003 | Feel Good Time 3 Engel für Charlie – Volle Power        | Erstveröffentlichung: 24. Juni 2003 feat. William Orbit                                                  |
| 2006 | Tell Me Something Good Happy Feet                       | Erstveröffentlichung: 31. Oktober 2006 Original: Rufus & Chaka Khan                                      |
| 2011 | Bridge of Light Happy Feet 2                            | Erstveröffentlichung: 15. November 2011                                                                  |
| 2016 | Just Like Fire Alice im Wunderland: Hinter den Spiegeln | Erstveröffentlichung: 27. Mai 2016                                                                       |
| 2016 | Equal Rights Popstar: Never Stop Never Stopping         | Erstveröffentlichung: 3. Juni 2016 The Lonely Island feat. Pink                                          |
| 2016 | Lucy in the Sky with Diamonds Beat Bugs                 | Erstveröffentlichung: 4. November 2016 The Beat Bugs feat. Pink; Original: Lucy in the Sky with Diamonds |

## Statistik

### Chartauswertung
Die folgende Aufstellung beinhaltet eine Übersicht über die Charterfolge Pinks in den Album-, Single- sowie den Musik-DVD-Charts. In Deutschland besteht die Besonderheit, dass Videoalben sich ebenfalls in den Albumcharts platzieren, in der Schweiz trifft diese Ausnahme ebenfalls auf das Album Pink: Live from Wembley Arena zu. In Österreich, der Schweiz, dem Vereinigten Königreich und den Vereinigten Staaten werden für Videoalben eigenständige Chartlisten geführt. Für die Statistik der Singlecharts werden nur Singles mit Interpretationen von Pink berücksichtigt, reine Autorenbeteiligungen sind hier nicht mit inbegriffen.
|                     | DE     | AT     | CH     | UK     | US     |
| ------------------- | ------ | ------ | ------ | ------ | ------ |
| Nummer-eins-Alben   | DE3DE  | AT4AT  | CH7CH  | UK4UK  | US3US  |
| Top-10-Alben        | DE11DE | AT10AT | CH10CH | UK11UK | US9US  |
| Alben in den Charts | DE14DE | AT11AT | CH12CH | UK12UK | US11US |

|                       | DE     | AT     | CH     | UK     | US     |
| --------------------- | ------ | ------ | ------ | ------ | ------ |
| Nummer-eins-Singles   | DE3DE  | AT3AT  | CH3CH  | UK3UK  | US4US  |
| Top-10-Singles        | DE20DE | AT20AT | CH20CH | UK21UK | US16US |
| Singles in den Charts | DE42DE | AT37AT | CH44CH | UK46UK | US36US |

|                          | DE    | AT    | CH    | UK    | US    |
| ------------------------ | ----- | ----- | ----- | ----- | ----- |
| Nummer-eins-Videoalben   | DE—DE | AT1AT | CH1CH | UK1UK | US1US |
| Top-10-Videoalben        | DE—DE | AT4AT | CH2CH | UK5UK | US3US |
| Videoalben in den Charts | DE—DE | AT4AT | CH2CH | UK5UK | US6US |

### Auszeichnungen für Musikverkäufe
Das Lied Guns and Roses wurde weder als Single veröffentlicht, noch konnte es aufgrund hoher Downloads die Charts erreichen. Dennoch wurde das Lied mit einer Goldenen Schallplatte in Australien ausgezeichnet, womit sich das Lied über 70.000 Mal verkaufte.
| Land/RegionAuszeichnungen für Musikverkäufe (Land/Region, Auszeichnungen, Verkäufe, Quellen) | Silber       | Gold         | Platin         | Diamant     | Verkäufe    | Quellen                                                   |
| -------------------------------------------------------------------------------------------- | ------------ | ------------ | -------------- | ----------- | ----------- | --------------------------------------------------------- |
| Argentinien (CAPIF)                                                                          | —            | Gold1        | —              | —           | 20.000      | capif.org.ar                                              |
| Australien (ARIA)                                                                            | —            | 25× Gold25   | 274× Platin274 | —           | 15.750.000  | aria.com.au                                               |
| Belgien (BRMA)                                                                               | —            | 8× Gold8     | 6× Platin6     | —           | 385.000     | ultratop.be                                               |
| Brasilien (PMB)                                                                              | —            | 12× Gold12   | 10× Platin10   | 3× Diamant3 | 1.560.000   | pro-musicabr.org.br BR2                                   |
| Dänemark (IFPI)                                                                              | —            | 18× Gold18   | 18× Platin18   | —           | 1.044.000   | ifpi.dk                                                   |
| Deutschland (BVMI)                                                                           | —            | 21× Gold21   | 27× Platin27   | —           | 8.975.000   | musikindustrie.de                                         |
| Europa (IFPI)                                                                                | —            | —            | 6× Platin6     | —           | (6.000.000) | ifpi.org (Memento vom 1. Januar 2014 im Internet Archive) |
| Finnland (IFPI)                                                                              | —            | 6× Gold6     | Platin1        | —           | 135.046     | ifpi.fi                                                   |
| Frankreich (SNEP)                                                                            | Silber1      | 11× Gold11   | 7× Platin7     | 2× Diamant2 | 2.447.366   | infodisc.fr snepmusique.com FR3                           |
| Golf-Kooperationsrat (IFPI)                                                                  | —            | Gold1        | —              | —           | 3.000       | ifpi.org                                                  |
| Griechenland (IFPI)                                                                          | —            | Gold1        | —              | —           | 10.000      | Einzelnachweise                                           |
| Irland (IRMA)                                                                                | —            | —            | 9× Platin9     | —           | 135.000     | irishcharts.ie                                            |
| Italien (FIMI)                                                                               | —            | 5× Gold5     | 11× Platin11   | —           | 530.000     | fimi.it                                                   |
| Japan (RIAJ)                                                                                 | —            | 2× Gold2     | Platin1        | —           | 400.000     | riaj.or.jp JP2                                            |
| Kanada (MC)                                                                                  | —            | 8× Gold8     | 80× Platin80   | Diamant1    | 7.610.000   | musiccanada.com                                           |
| Kroatien (HDU)                                                                               | Silber1      | —            | —              | —           | 3.000       | hgu.hr                                                    |
| Mexiko (AMPROFON)                                                                            | —            | 5× Gold5     | 10× Platin10   | —           | 750.000     | amprofon.com.mx                                           |
| Neuseeland (RMNZ)                                                                            | —            | 18× Gold18   | 71× Platin71   | —           | 1.797.500   | aotearoamusiccharts.co.nz NZ2 NZ3 NZ4                     |
| Niederlande (NVPI)                                                                           | —            | Gold1        | 4× Platin4     | —           | 275.000     | nvpi.nl                                                   |
| Norwegen (IFPI)                                                                              | —            | 4× Gold4     | 6× Platin6     | —           | 240.000     | ifpi.no NO2                                               |
| Österreich (IFPI)                                                                            | —            | 12× Gold12   | 11× Platin11   | —           | 472.500     | ifpi.at AT2                                               |
| Polen (ZPAV)                                                                                 | —            | 4× Gold4     | 11× Platin11   | —           | 360.000     | olis.pl                                                   |
| Portugal (AFP)                                                                               | —            | 2× Gold2     | Platin1        | —           | 20.000      | Einzelnachweise                                           |
| Russland (NFPF)                                                                              | —            | Gold1        | 3× Platin3     | —           | 70.000      | 2m-online.ru                                              |
| Schweden (IFPI)                                                                              | —            | 8× Gold8     | 16× Platin16   | —           | 1.015.000   | sverigetopplistan.se                                      |
| Schweiz (IFPI)                                                                               | —            | 13× Gold13   | 20× Platin20   | —           | 750.000     | hitparade.ch CH2 CH3                                      |
| Spanien (Promusicae)                                                                         | —            | 4× Gold4     | 4× Platin4     | —           | 340.000     | elportaldemusica.es ES2                                   |
| Südafrika (RISA)                                                                             | —            | —            | Platin1        | —           | 40.000      | Einzelnachweise                                           |
| Ungarn (MAHASZ)                                                                              | —            | 5× Gold5     | Platin1        | —           | 27.000      | slagerlistak.hu                                           |
| Vereinigte Staaten (RIAA)                                                                    | —            | 6× Gold6     | 36× Platin36   | —           | 52.548.000  | riaa.com                                                  |
| Vereinigtes Königreich (BPI)                                                                 | 11× Silber11 | 13× Gold13   | 56× Platin56   | —           | 31.420.000  | bpi.co.uk                                                 |
| Insgesamt                                                                                    | 13× Silber13 | 215× Gold215 | 701× Platin701 | 6× Diamant6 |             |                                                           |